# Hasloh
Hasloh là một đô thị tại huyện Pinneberg, trong bang Schleswig-Holstein, nước Đức. Đô thị này có diện tích 11,07 km², dân số thời điểm 31 tháng 12 năm 2006 là 3364 người.
Bản mẫu:Sơ bộ